# Темерин
Те́мерин (серб. Темерин/Temerin) — місто в Сербії, належить до общини Темерин Південно-Бацького округу в багатоетнічному, автономному краю Воєводина.

## Населення
Населення міста становить 19 924 особи (2002, перепис), з них:
- серби — 9660 — 50,27 %;
- мадяри — 8187 — 42,60 %;
- югослави — 304 — 1,58 %;

Решту жителів  — з десяток різних етносів, зокрема: чорногорці, хорвати, словаки і до півсотні русинів-українців.